# Église Saint-Grégoire de Kirkdale
Pour les articles homonymes, voir Église Saint-Grégoire.
L'église Saint-Grégoire de Kirkdale (St Gregory's Minster en anglais) est une église paroissiale anglicane située dans le Kirkdale, une vallée du Yorkshire du Nord, en Angleterre.
La nef de l'église remonte au milieu du XIe siècle. Le cadran solaire de Kirkdale, qui se trouve encore au-dessus de l'entrée, sous le porche, comprend une inscription en vieil anglais qui note que la reconstruction de l'église a été financée par un certain Orm, fils de Gamal, à l'époque du comte Tostig de Northumbrie (entre 1055 et 1065). Le reste du bâtiment remonte au XIIIe siècle, sauf le porche et la tour, construits au XIXe siècle, et le chancel, reconstruit au même moment. Elle a été restaurée entre 1907 et 1909 par l'architecte Temple Moore (en).
L'église est dédiée à Grégoire le Grand, pape de 590 à 604. Elle est protégée en tant que monument classé de grade I depuis 1955.